# Guinea-Bissau

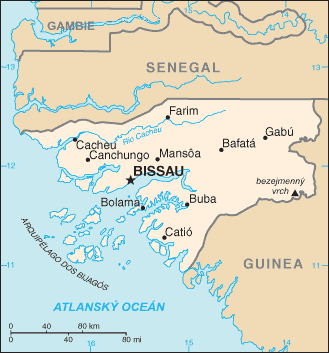
Mapa Guinea-Bissau

Guinea-Bissau, plným názvem Republika Guinea-Bissau, je poloprezidentská republika nacházející se na západním pobřeží Afriky mezi Guineou a Senegalem. Země má rozlohu 36 125 km², což je asi jako Nizozemsko. Kolonie pod nadvládou Portugalců, později se transformovavší v zámořskou provincii, vyhlásila v roce 1974 svou nezávislost. Od té doby prošla bouřlivým vývojem i temnými obdobími, což platí pro většinu států afrického kontinentu. V zemi panuje velmi nestabilní politická situace a návrat k principům demokracie je kvůli občanské válce z let 1998 až 1999 komplikovaný.
Guinea-Bissau je členem Organizace spojených národů, Africké unie, Hospodářského společenství západoafrických států, Organizace islámské spolupráce, Společenství portugalsky mluvících zemí, Mezinárodní organizace frankofonie, Jihoatlantické zóny míru a spolupráce a byla členem dnes již zaniklé Latinské unie.

## Historie
Okolí řek v Guineji a Kapverdské ostrovy byly prvními oblastmi v Africe, které během 15. století zkoumali Portugalci. Ti pak v roce 1446 vyhlásili Portugalskou Guineu, ale do roku 1600 založili jen málo obchodních středisek. V roce 1630 byl ustanoven velitel vojska zároveň správcem oblasti. Ve spolupráci s některými domorodými kmeny začali Portugalci provozovat výnosný obchod s otroky. Město Cacheu se svou malou pevností se tak stalo jedním z center obchodu. V 19. století začal tento obchod oslabovat, a tak se město Bissau, které bylo původně vojenským a obchodním střediskem, stalo hlavním centrem obchodu v zemi.
Až v polovině 19. století si začali Portugalci podrobovat vnitrozemí a postupně ho sjednocovat. Ztratili část Guiney, která připadla Francouzské Západní Africe, včetně obchodní oblasti kolem řeky Casamance. Spor s Velkou Británií o ostrov Bolama byl urovnán ve prospěch Portugalska až americkým prezidentem Ulyssesem Simpsonem Grantem.
Před první světovou válkou portugalské jednotky, podporované muslimskými občany, potlačily vliv domorodých kmenů a podařilo se jim pevně stanovit hranice země. Vnitrozemí Portugalské Guiney ale začalo být pod kontrolou více než 30 let po začátku ofenzivy, ke konečnému podrobení ostrovů Bijagós došlo až v roce 1936. V roce 1941 byla přesunuta hlavní správa z Bolamy do Bissau a v roce 1952 byl na základě ústavy změněn status Portugalské Guiney z kolonie na zámořskou provincii Portugalska.
V roce 1956 založili Amílcar Cabral a Raphael Barbora Africkou stranu za nezávislost Guiney a Kapverdských ostrovů (African Party for the Independence of Guinea and Cape Verde – PAIGC). Tato z počátku tajná strana záhy přesunula své vedení do Conakry, odkud začala v roce 1960 vést odboj proti portugalské nadvládě. Navzdory přítomnosti portugalských vojsk, jejichž počet vzrostl na 35 000, strana stále zvyšovala svůj vliv, který v roce 1968 vedl k získání nadvlády nad většinou země.
Ve stranou ovládaných územích byly zavedeny zákony a konaly se volby do Národního shromáždění. Portugalské jednotky a občané byli stále více soustředěni do pevnůstek a větších měst. Amílcar Cabral byl v roce 1973 zavražděn v Conakry, takže Aristides Pereira se stal jediným vůdcem strany a později prvním prezidentem Kapverd (Republic of Cape Verde). Národní shromáždění PAIGC v Boe vyhlásilo 24. září 1973 nezávislost Guiney-Bissau. Následná revoluce v Portugalsku v květnu 1974 potvrdila nezávislost Guiney-Bissau 10. září 1974. USA uznaly nový národ stejného dne, jako se nevlastní bratr Amilcara Cabrala stal první prezidentem Guiney-Bissau. V roce 1980 byla vláda svržena víceméně nenásilným převratem, který zorganizoval předseda vlády a vrchní velitel ozbrojených sil Joao Bernardo "Nino" Vieira.
Od listopadu 1980 do května 1984 byla země ovládána dočasnou vládou, podléhající Revolučnímu shromáždění, vedeným Joaoem Bernardem Vieirou. V roce 1984 bylo shromáždění rozpuštěno a Národní shromáždění (ANP) bylo reorganizováno. Shromáždění, v němž figurovala jedna strana, odsouhlasilo novou ústavu a zvolilo Vieiru prezidentem na následujících 5 let. Zvolilo Radu státu (Council of State), což byl výkonný orgán Národního shromáždění. Díky tomuto systému se prezident stal hlavou státu, vlády, strany a velitelem ozbrojených sil zároveň.
V letech 1983, 1985 a 1993 byla údajně provedena série spiknutí proti vládě. V roce 1986 byl místopředseda Paulo Correia spolu s pěti dalšími lidmi popraven na základě zdlouhavého soudního procesu. V roce 1994 proběhly první stranické a prezidentské volby, kterých se účastnilo více stran. Ozbrojené povstání vůči trvající vládě prezidenta Vieiry přerostlo v krvavou občanskou válku, která měla za následek tisíce lidí bez domova. Prezident musel požádat vlády Senegalu a Guiney o podporu v podobě vojenských jednotek, které nakonec potlačily povstání. Prezident byl ale v květnu 1999 vyhnán vojenskou juntou. Prozatímní vláda předala v únoru roku 2000 moc do rukou opozičního vůdce Kumba Yala, zakladatele Strany společenské obnovy (Renovation Party – PRS), který vyhrál dvoukolové transparentní prezidentské volby.
Navzdory svobodným volbám se po následující 3 roky nepodařilo demokracii zapustit kořeny. Prezident nevetoval a ani neschválil ústavu, která byla odsouhlasena Národním shromážděním v květnu roku 2001, což mělo za následek narušení základních principů zákonů. Impulzivní prezidentské zásahy do jednání vlády omezovaly její efektivitu, což vedlo k tomu, že předseda vlády Alamara Nhasse rozpustil 14. října 2002 Národní shromáždění a požádal o vyhlášení voleb. O dva dny později jmenoval Maria Pinese předsedou úřednické vlády na základě prezidentského dekretu. Volby do Národního shromáždění byly plánovány na květen roku 2003, ale později byly odloženy na červen, následně dokonce na listopad téhož roku. 12. října 2003 přednesl předseda volební komise prohlášení, ve kterém označoval za nemožné, aby volby proběhly v listopadu, jak bylo plánováno. Armáda, vedená ministrem obrany, generálem Verrisimem Correiou Seabrou zasáhla o dva dny později. Prezident Yala oznámil svou „dobrovolnou“ rezignaci a byl umístěn do domácího vězení. Vláda byla rozpuštěna a byl ustanoven 25členný sněm (Committee for Restoration of Democracy and Constitutional Order).
Dne 28. října 2003 složil přísahu nový prezident země, obchodník Henrique Rosa, který měl podporu mnoha politických stran i obyvatel. Artur Sanha, předseda strany PRS, byl jmenován předsedou vlády. V květnu roku 2004 proběhly v zemi volby, které byly mezinárodními pozorovateli označeny za svobodné a transparentní. Předsedou se stal Carlos Gomes Junior. V roce 2005 byl znovu zvolen prezidentem Joao Bernardo „Nino“ Vieira, který se snaží o rozvoj ekonomiky a národní usmíření. Druhého března 2009 byl zavražděn skupinou ozbrojených mužů přímo v prezidentském paláci. Nejspíš se jednalo o odvetu za předchozí zabití generála Batisty Tagme Na Waie.

## Státní symboly
Vlajka Guineje-Bissau je tvořena listem o poměru stran 1:2 se dvěma vodorovnými pruhy: horním žlutým a dolním zeleným. U žerdi je pak svislý červený pruh, v jehož středu je černá, pěticípá hvězda.

## Přírodní podmínky
Území má nížinný povrch, vnitrozemí je tvořeno savanami a pobřeží bažinatými plážemi. Pouze severovýchod disponuje pískovcovými vysočinami, dosahujícími výšky 200 m n. m. Nejvyšší bod Guineje-Bissau (262 m n. m., souřadnice: 11°41′ s. š., 13°54′ z. d.) se nachází v jihovýchodní části země v oblasti Gabú v sektoru Boé asi 2 km od guinejské státní hranice. Jedná se o kopec nedaleko osady Capebonde. Je součástí Guinejské vysočiny a jeho svahy odvodňují malé potoky tekoucí do řeky Rio Cordubal. Všechny řeky mají dostatek vody po celý rok a jsou propojeny přírodními spojovacími kanály. Největšími řekami jsou Geba, Corubal a Cacheu, které mají ústí široké až 15 km. Bahnité pobřeží, v délce 350 km, je členité, s mnoha ostrovy a mangrovovými porosty. Pobřežní linii 2× denně mění 4 m vysoká přílivová vlna. Bijagóské ostrovy, ležící u pobřeží, jsou pokryté tropickým pralesem. Obdělává se jen 8 % orné půdy, 40 % území tvoří pastviny a lesy.

### Podnebí
Podnebí je tropické, monzunové s průměrnou roční teplotou mezi 25 a 30 °C. Nejvíce srážek spadne u pobřeží, průměrné množství srážek dosahuje 2024 mm, směrem do vnitrozemí mírně klesají. Toto platí pro období dešťů, které je od června do listopadu. Od prosince do dubna zažívá země suché období. V tomto období vane do země vítr směrem od Sahary, který se nazývá Harmatán. Ten přináší velké množství prachu a písku ve vzduchu, které silně ovlivňuje viditelnost a může až na několik dnů zastínit slunce. Suchý opar, připomínající mlhu, se v období sucha vznáší nad krajinou a značně snižuje viditelnost.

## Administrativní rozdělení
Guinea-Bissau je rozdělena na 8 regionů a jeden samosprávný okruh (Bissau). Regiony se dále dělí na 37 sektorů.

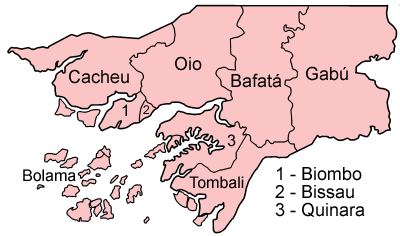
Mapa regionů Guineje-Bissau

Regiony jsou:
- Bafatá
- Biombo
- Bissau
- Bolama
- Cacheu
- Gabú
- Oio
- Quinara
- Tombali

## Ekonomika
Guinea-Bissau je jednou z nejchudších zemí světa, jejímž ekonomickým pilířem jsou především zemědělství a rybolov. Sklízí se rýže, podzemnice olejná, ovoce, kokosové ořechy, batáty a oříšky kešú. Sběr těchto oříšků se velmi zvýšil, což zemi vyneslo na šesté místo v produkci této plodiny, která má významný podíl na vývozu země. V živočišné výrobě se uplatňuje rybolov, dále chov skotu, prasat, ovcí a drůbeže. Prodej licencí pro rybolov poskytuje vládě solidní příjem. Guinea-Bissau vyváží především kešú oříšky, které jsou základním exportním artiklem, dále pak ryby a mořské produkty, spolu s malým množstvím arašídů, palmových ořechů a dřeva. Většinu sklizně však tvoří rýže, která je základem většiny pokrmů.
V zemi se nenachází téměř žádný průmysl, kromě několika vznikajících továren na zpracování kešú oříšků. Hlavními odbytišti jsou Indie (72,4 %), Nigérie (17,2 %), Ekvádor (4,1 %), Itálie (1,4 %) a Jižní Korea (1,3 %). Boje mezi vládními vojsky a vojenskou juntou, které probíhaly od června 1998 do počátku následujícího roku, zničily většinu infrastruktury země. Občanská válka vedla pochopitelně k poškození ekonomiky – v roce 1998 se HDP snížil na 28 %, zemědělská produkce na 17 % a produkce kešú oříšků o 30 %. V letech 1999–2002 začalo docházet k postupnému zotavování ekonomiky. Před válkou proběhla velmi úspěšná reforma s liberalizací cen, která byla součástí strukturálních změn, podporovaných Mezinárodním měnovým fondem, na kterou po válce navázala změna měnové politiky spolu s rozvojem soukromého sektoru, což vedlo k znovupovzbuzení ekonomiky země.
V důsledku vysokých nákladů není v dohledné době možné provést výzkum možností těžby ropy, fosfátů a ostatních nerostných surovin. Nicméně nevyužité pobřežní zásoby ropy mohou poskytnout zemi tolik potřebný příjem na velmi dlouhou dobu. Vláda a mezinárodní organizace se stále snaží vypracovat plány k vysvobození ekonomiky ze současné žalostné situace. Váhavost a nevyrovnanost vlád však má za následek jen slabý růst ekonomiky a nejistou budoucnost. Systém přerozdělování příjmů je jedním z nejnevyrovnanějších na světě.
Po útlumu v roce 2006 se ekonomická situace opět začíná zlepšovat. Vláda se pokusila uměle zvýšit cenu kešú oříšků na 70 centů za kilogram, což je téměř dvojnásobek ceny, kterou byli obchodníci doposud ochotni platit. Ekonomika je rovněž soustavně posilována obrovským turistickým rozvojem a v roce 2008 má předpoklady k dalšímu růstu, nově s podporou mezinárodních organizací. Současná vláda rovněž diskutuje o obnovení programu MMF.

## Obyvatelstvo
V zemi je díky pestré skladbě obyvatel zastoupeno mnoho zvyků, jazyků a sociálních struktur. Obyvatelstvo tvoří z 99 % původní kmeny:
- Balantové 30 % (vlastní Balantové, míšenci s Mandingy, zvaní Balanta-mane, Kunante-Mansoanka)
- Fulbové 25 % (Fulas-Forros, Fulas Pretos, Futa-Fulas)
- Mandingové 15 %
- Pepelové 10 %
- další západoafrické národnosti:
  - Mandžakové
  - Biafadové
  - Biďogové-Bijágos
  - Diolové–Felupové
  - Baiotové
  - Tendové-Baďarové-Pažadinkové
  - Nalové
  - Baňunové
  - Kasangové
  - Soninkové
  - Susuové
  - Sarakolové aj.

Někteří lidé jsou částečně portugalského původu a portugalština je zde oficiálním jazykem. Mnoho lidí mluví dialektem zvaným kreolština (směs místních afrických jazyků a portugalštiny) a občas se vyskytuje i francouzština.

### Náboženství
Nejvýznamnějším náboženstvím v zemi k roku 2020 je islám (46,1 %), ale část obyvatel stále vyznává tradiční náboženství (30,6 %).Křesťanství následuje s podílem 18,9 %.

### Vzdělávání

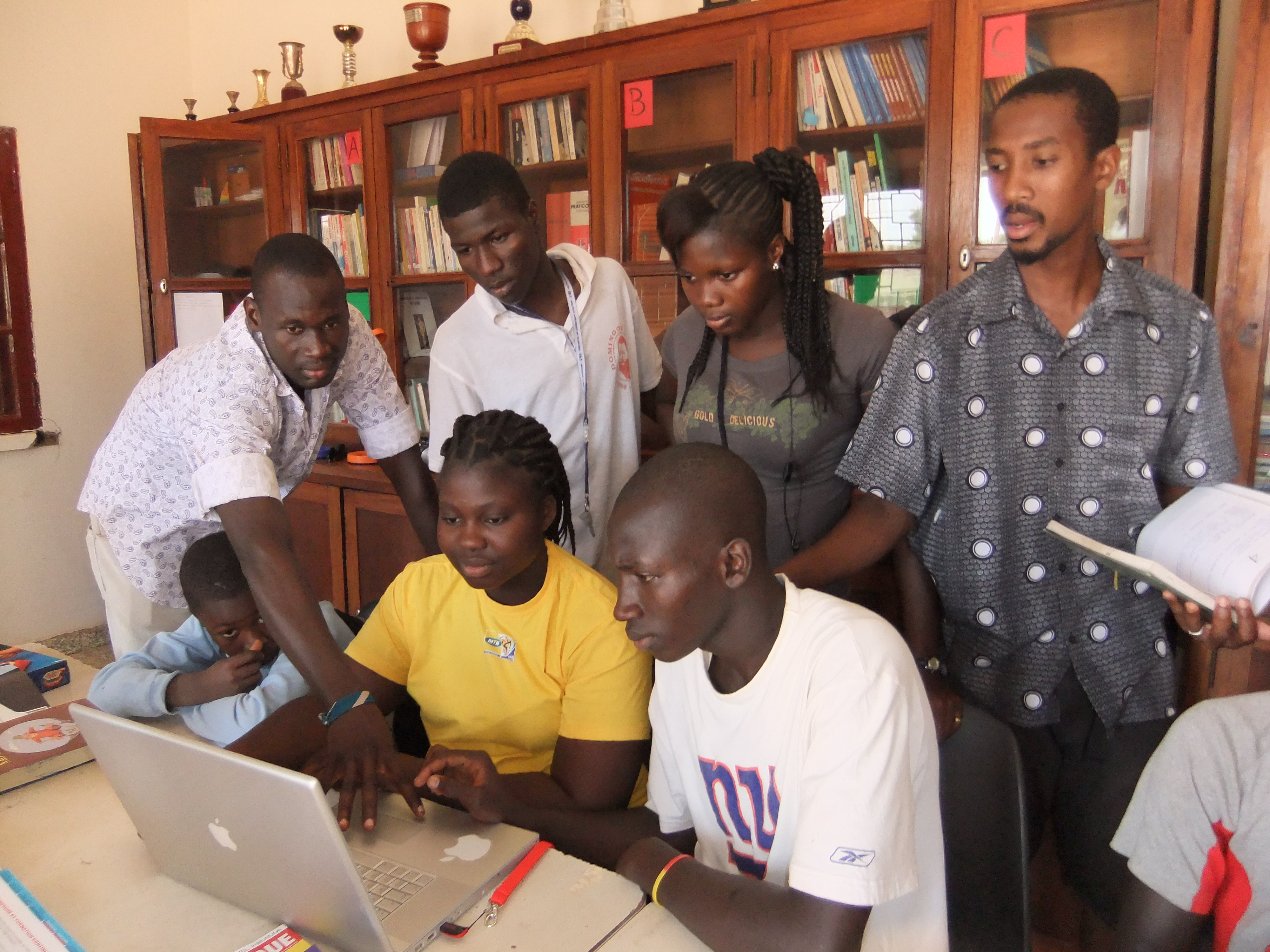
Lusofonní univerzita humanitních a technických věd v Bissau

Vzdělávání je povinné od 7 do 13 let.  Předškolní vzdělávání dětí ve věku od tří do šesti let je dobrovolné a v raném stádiu. Existuje pět úrovní vzdělávání: předškolní, základní a doplňkové základní vzdělávání, všeobecné a doplňkové sekundární vzdělávání, všeobecné sekundární vzdělávání, technické a odborné vyučování a vysokoškolské vzdělávání (univerzitní a neuniverzitní). Základní vzdělávání prochází reformou a nyní tvoří jednotný cyklus, který zahrnuje šest let vzdělávání. Sekundární vzdělání je široce dostupné a existují dva cykly (7. až 9. třída a 10. až 11. třída). Odborné vzdělávání ve veřejných institucích je nefunkční, nicméně byly otevřeny soukromé školy, včetně Centro de Formação São João Bosco (od roku 2004) a Centro de Formação Luís Inácio Lula da Silva (od roku 2011). 
Vysokoškolské vzdělání je omezené a většina dává přednost vzdělání v zahraničí, přičemž studenti dávají přednost zápisu v Portugalsku. Řada univerzit, k nimž patří institucionálně autonomní právnická fakulta a lékařská fakulta, která je spravována Kubou a funguje v různých městech.
Dětská práce je velmi častá. Chlapci jsou zapsáni více než dívky. V roce 1998 činila hrubá míra zápisu do základních škol 53,5 %, přičemž vyšší byl poměr zapsaných mužů (67,7 %) ve srovnání s ženami (40 %). 
Neformální vzdělávání je zaměřeno na komunitní školy a výuku dospělých. V roce 2011 byla míra gramotnosti odhadnuta na 55,3 % (68,9 % mužů a 42,1 % žen). 

### Města
- Bissau (492 004 obyvatel – hlavní město)
- Gabú (48 670 obyvatel)
- Bafatá (37 985 obyvatel)
- Bissorã (29 468 obyvatel)
- Bolama (16 216 obyvatel)
- Cacheu (14 320 obyvatel)
- Bubaque (12 922 obyvatel)
- Catió (11 498 obyvatel)
  - Další města či osady jako Mansoa, Buba, Quebo, Canchungo, Farim, Quinhamel a Fulacunda mají méně než 10 000 obyvatel

## Politika

### Přehled hlav státu
24. 9. 1973 – 14. 11. 1980 – Luís de Almeida Cabral – předseda státní rady; PAIGC

14. 11. 1980 – 14. 5. 1984 – João Bernardo Vieira – předseda Revoluční rady; PAIGC/voj.

14. 5. 1984 – 16. 5. 1984 – Carmen Pereirová – úřadující, předsedkyně Národního lidového shromáždění; PAIGC

16. 5. 1984 – 29. 9. 1994 – João Bernardo Vieira – předseda státní rady; PAIGC

29. 9. 1994 – 7. 5. 1999 – João Bernardo Vieira – prezident; PAIGC

7. 5. 1999 – 14. 5. 1999 – Ansumane Mané – velitel vojenské junty; voj.

14. 5. 1999 – 17. 2. 2000 – Malam Bacai Sanhá – úřadující prezident; PAIGC 

17. 2. 2000 – 14. 9. 2003 – Kumba Ialá (Kumba Yallá) – prezident; PRS 

14. 9. 2003 – 28. 9. 2003 – Veríssimo Correia Seabra – předseda Vojenského výboru pro obnovu ústavního a demokratického pořádku; voj.

28. 9. 2003 – 1. 10. 2005 – Henrique Pereira Rosa – prozatímní prezident; bezpartijní

1. 10. 2005 – 2. 3. 2009 – João Bernardo Vieira – prezident; PAIGC

3. 3. 2009 – 8. 9. 2009 – Raimundo Perreira – prozatímní prezident; PAIGC

8. 9. 2009 – 9. 1. 2012 – Malam Bacai Sanhá – prezident; PAIGC

9. 1. 2012 – 12. 4. 2012 – Raimundo Pereira – prozatímní prezident; PAIGC

12. 4. 2012 – 11. 5. 2012 – Mamadu Ture Kuruma – předseda vojenského velení

11. 5. 2012 – 23. 6. 2014 – Manuel Serifo Nhamadjo – prozatímní prezident, bezpartijní

23. 6. 2014 – 27. 2. 2020 José Mário Vaz – prezident, PAIGC

Od 27. 2. 2020 – Umaro Sissoco Embaló – prezident, PAIGC